# Kömüşini
Kömüşini is een dorp in het Turks district Kulu in de provincie Konya. 

## Geschiedenis
Het dorp was tot 1957 administratief onderdeel van het district Haymana (Ankara). Tussen 1957 en 20 september 1958 viel het dorp binnen de administratieve grenzen van het district Bala. Vanaf 20 september 1958 is het dorp onderdeel van het district Kulu in de provincie Konya.
Krachtens wet nr. 6360 werden alle Turkse provincies met een bevolkingsaantal van minimaal 750.000 personen uitgeroepen tot grootstedelijke gemeenten (Turks: büyükşehir belediyeleri), waardoor de dorpen in deze provincies de status van mahalle hebben gekregen (Turks voor stadswijk). Ook Kömüşini heeft sinds 2014 de status van mahalle.

## Bevolking
In 2019 telde het dorp 257 inwoners, hoofdzakelijk etnische Koerden. 
| Jaar | Totaal | Mannen | Vrouwen |
| ---- | ------ | ------ | ------- |
| 2019 | 257    | 146    | 111     |
| 2013 | 400    |        |         |
| 1990 | 1.502  |        |         |
| 1985 | 1.448  |        |         |
| 1975 | 1.010  | 492    | 518     |
| 1970 | 1.250  | 594    | 654     |
| 1960 | 1.005  | 515    | 490     |
| 1955 | 795    | 403    | 392     |
| 1950 | 708    |        |         |
| 1945 | 596    | 304    | 292     |
| 1940 | 607    | 296    | 311     |

## Afbeeldingen

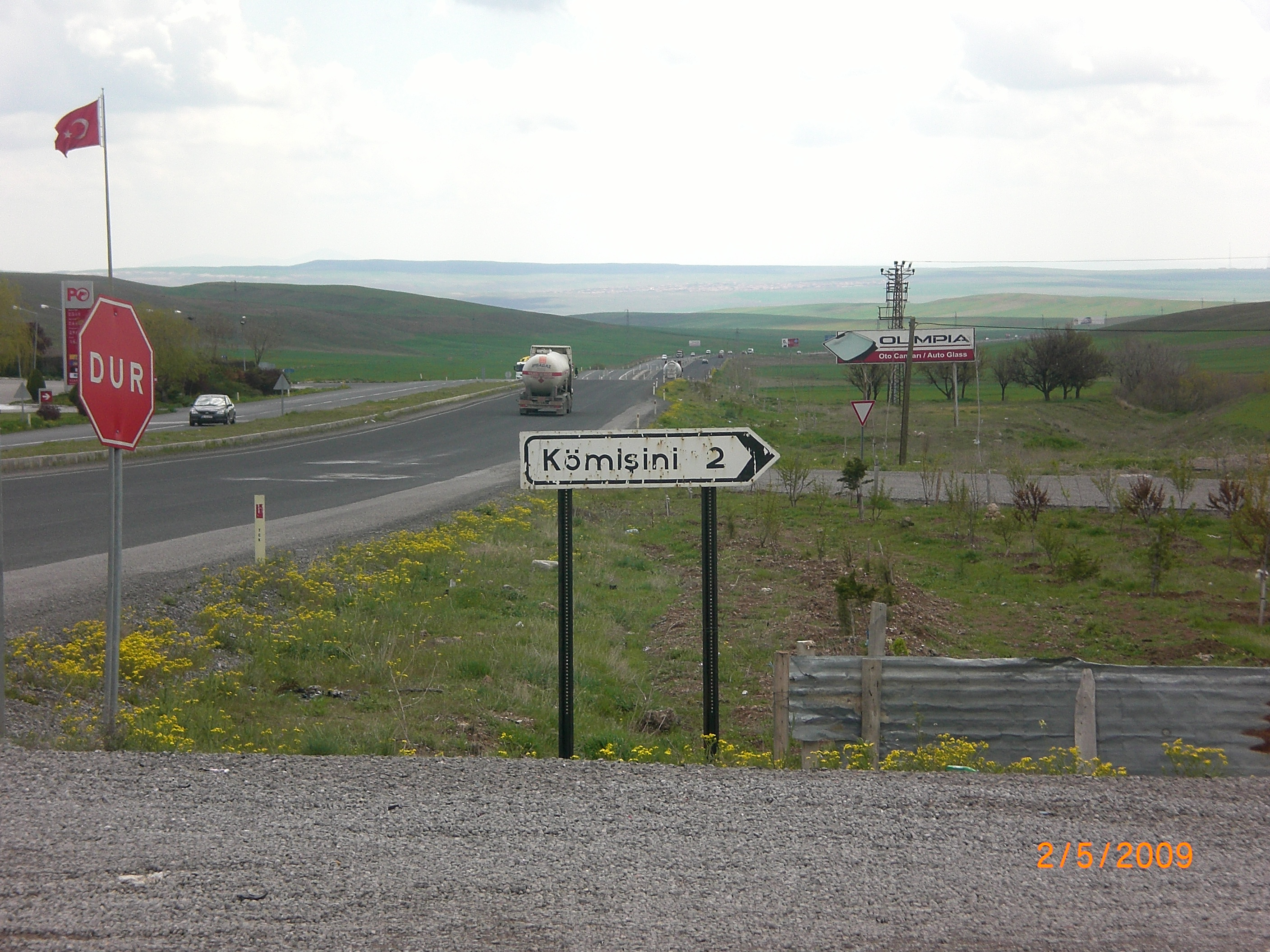
Plaatsnaambord
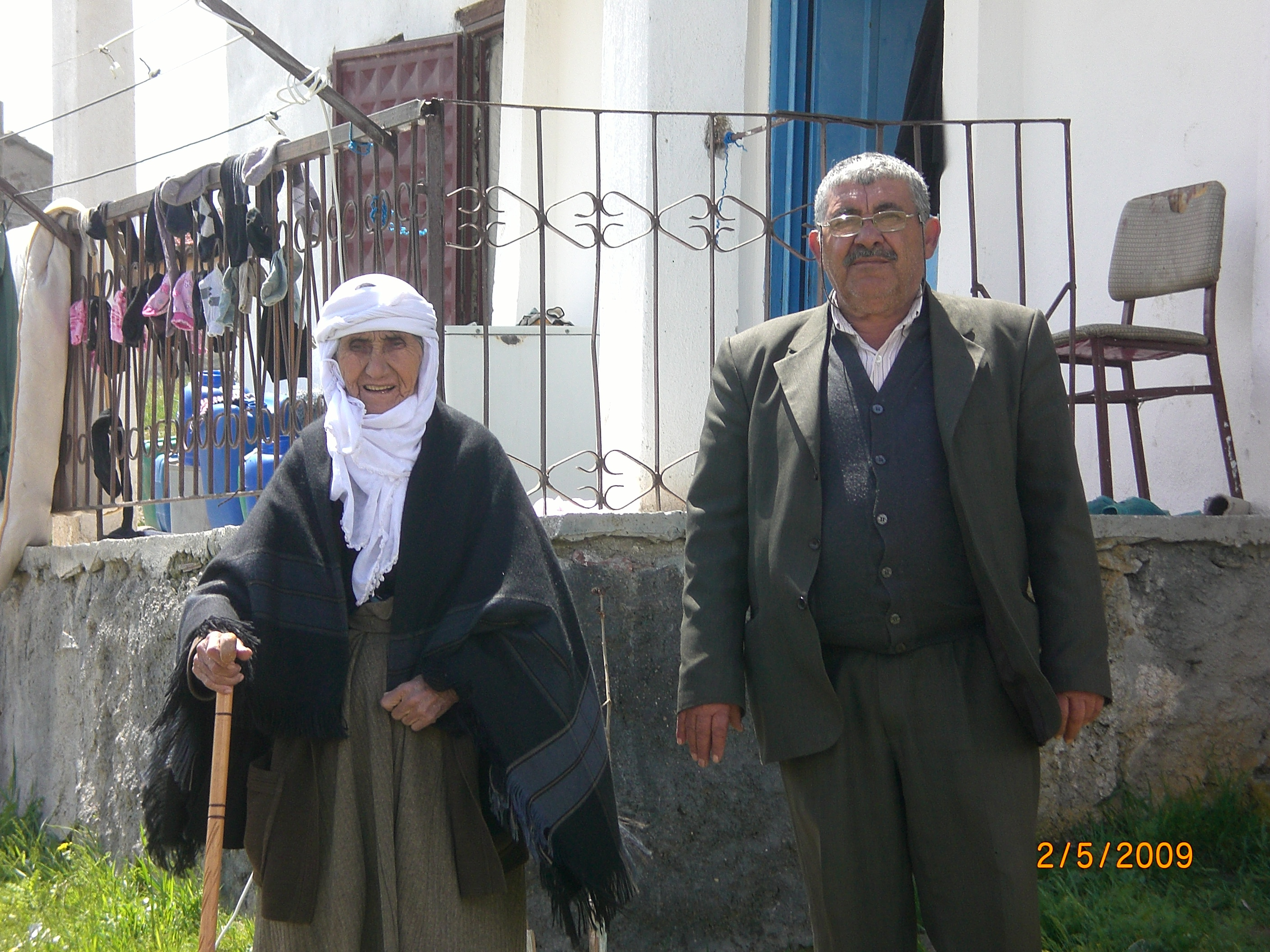
Een oudere echtpaar
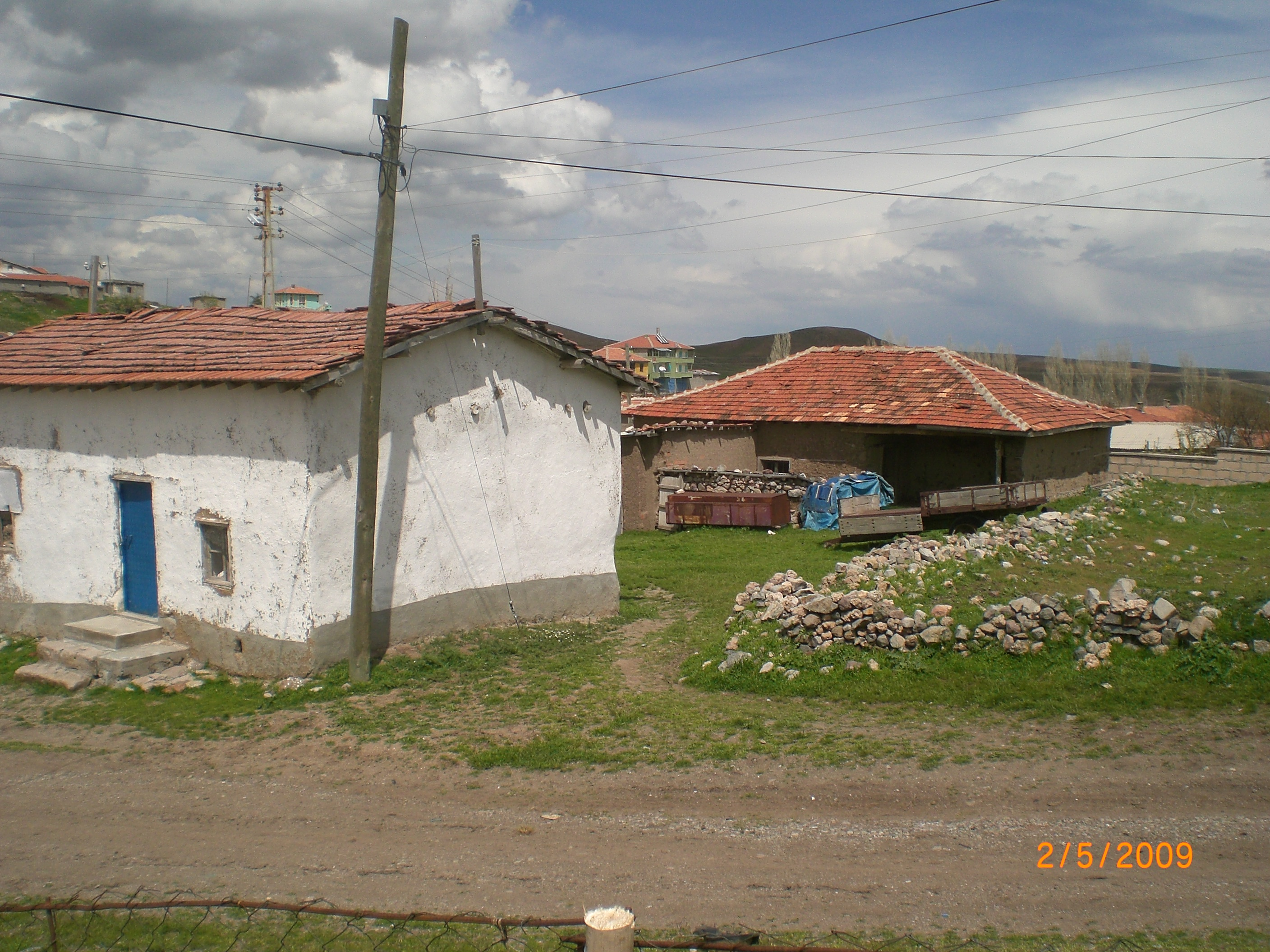
Oude huizen in het dorp
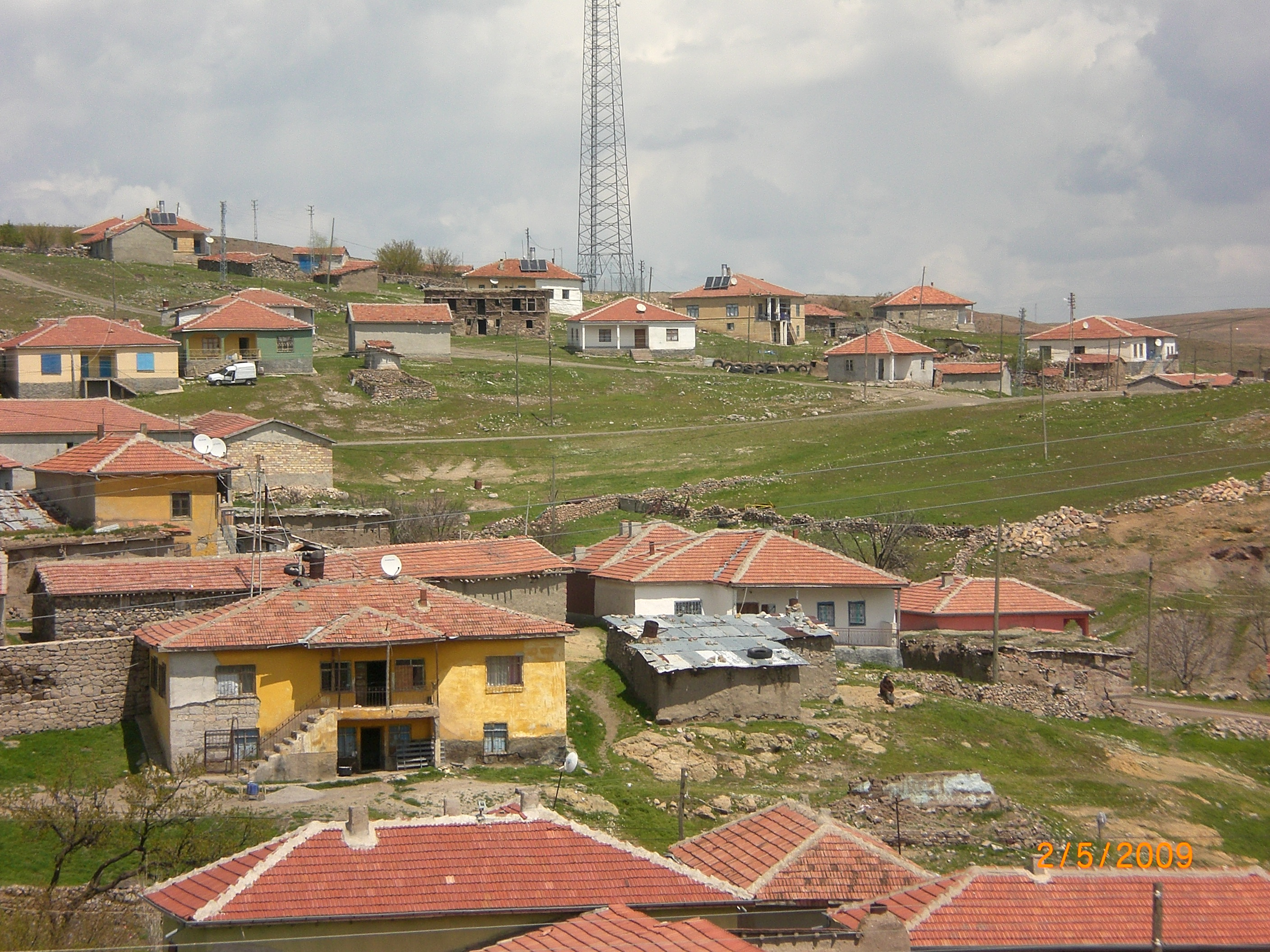
Uitzicht op het dorp
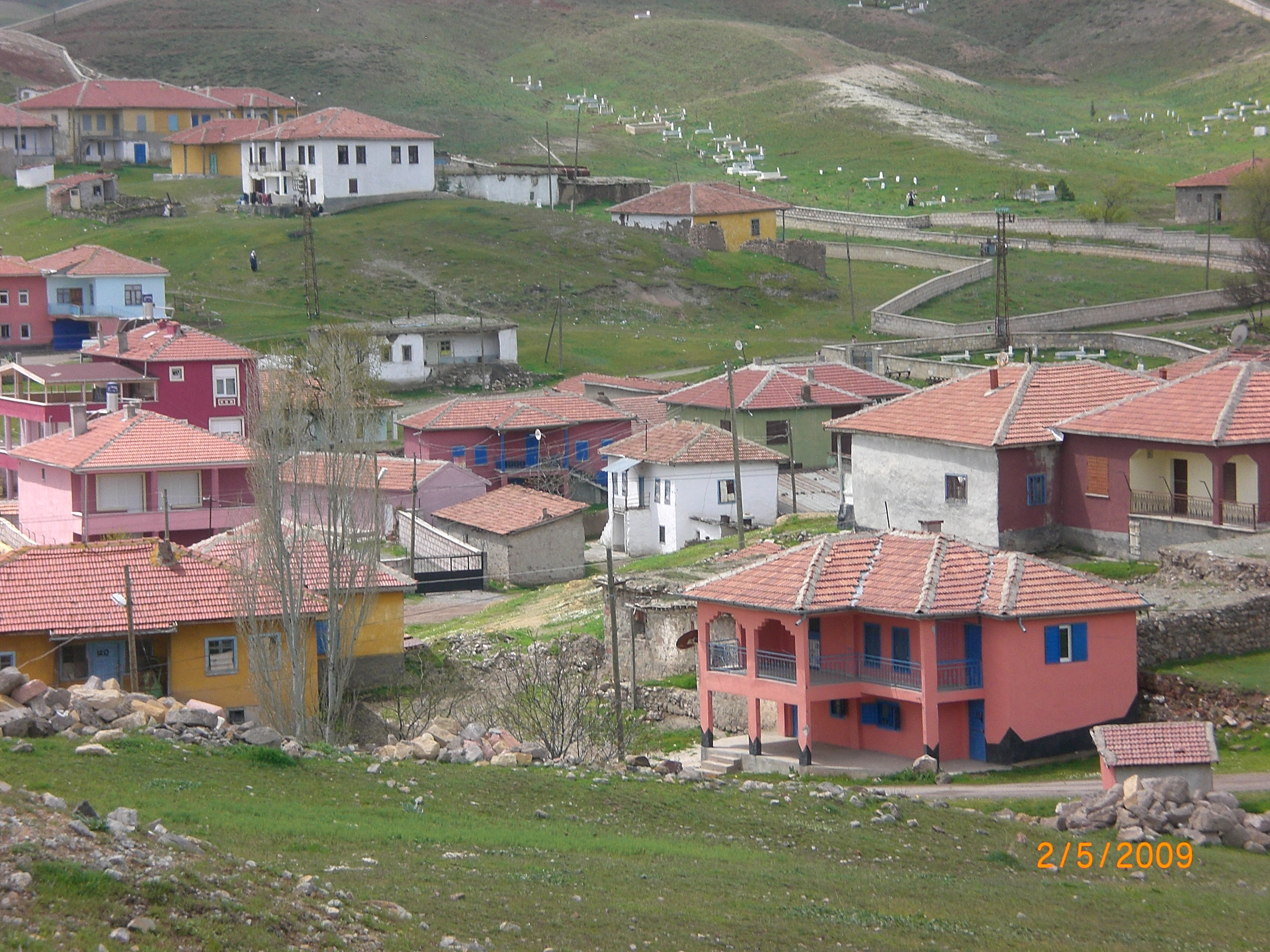
Uitzicht op het dorp en de begraafplaats
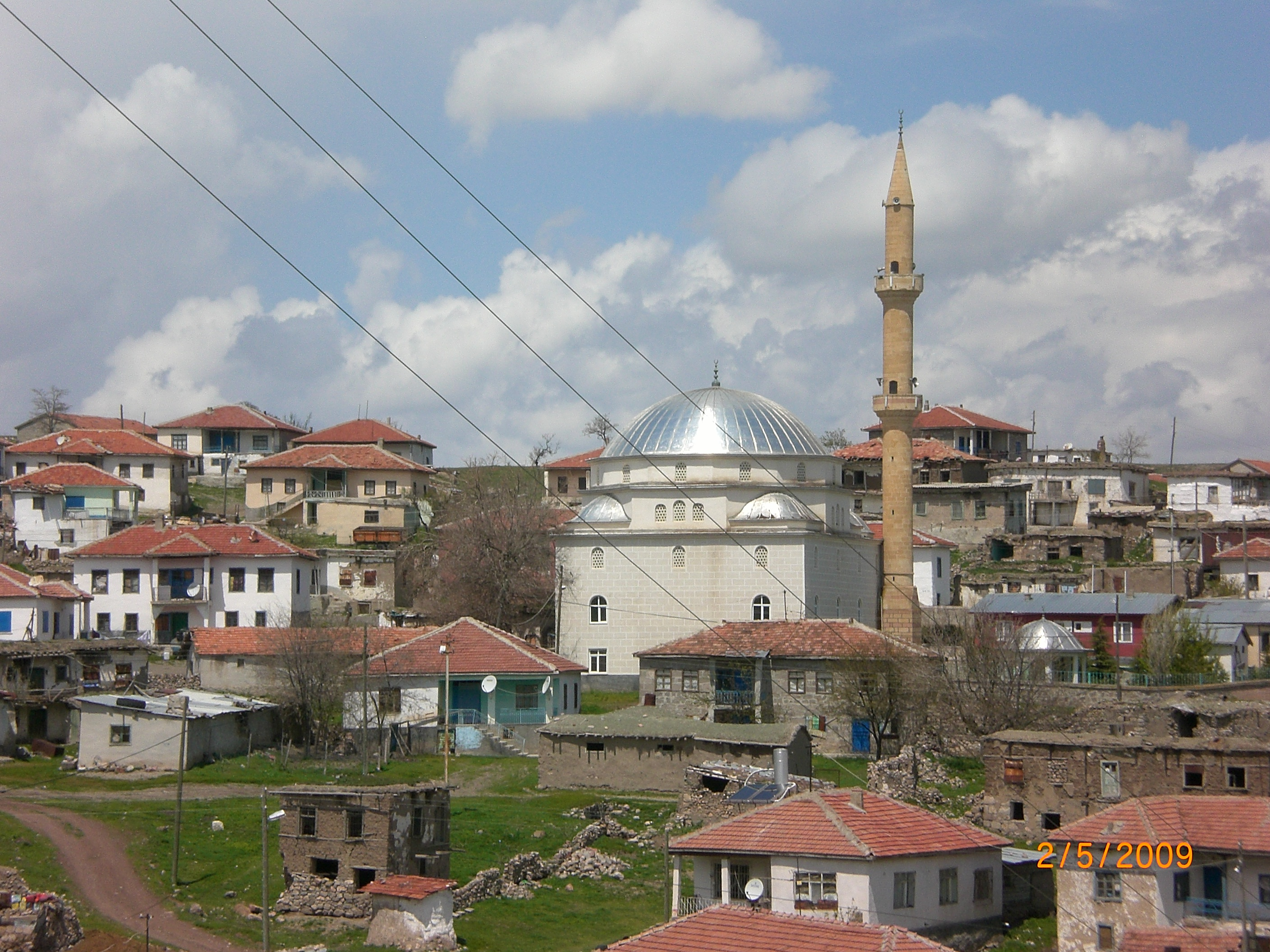
De moskee van het dorp
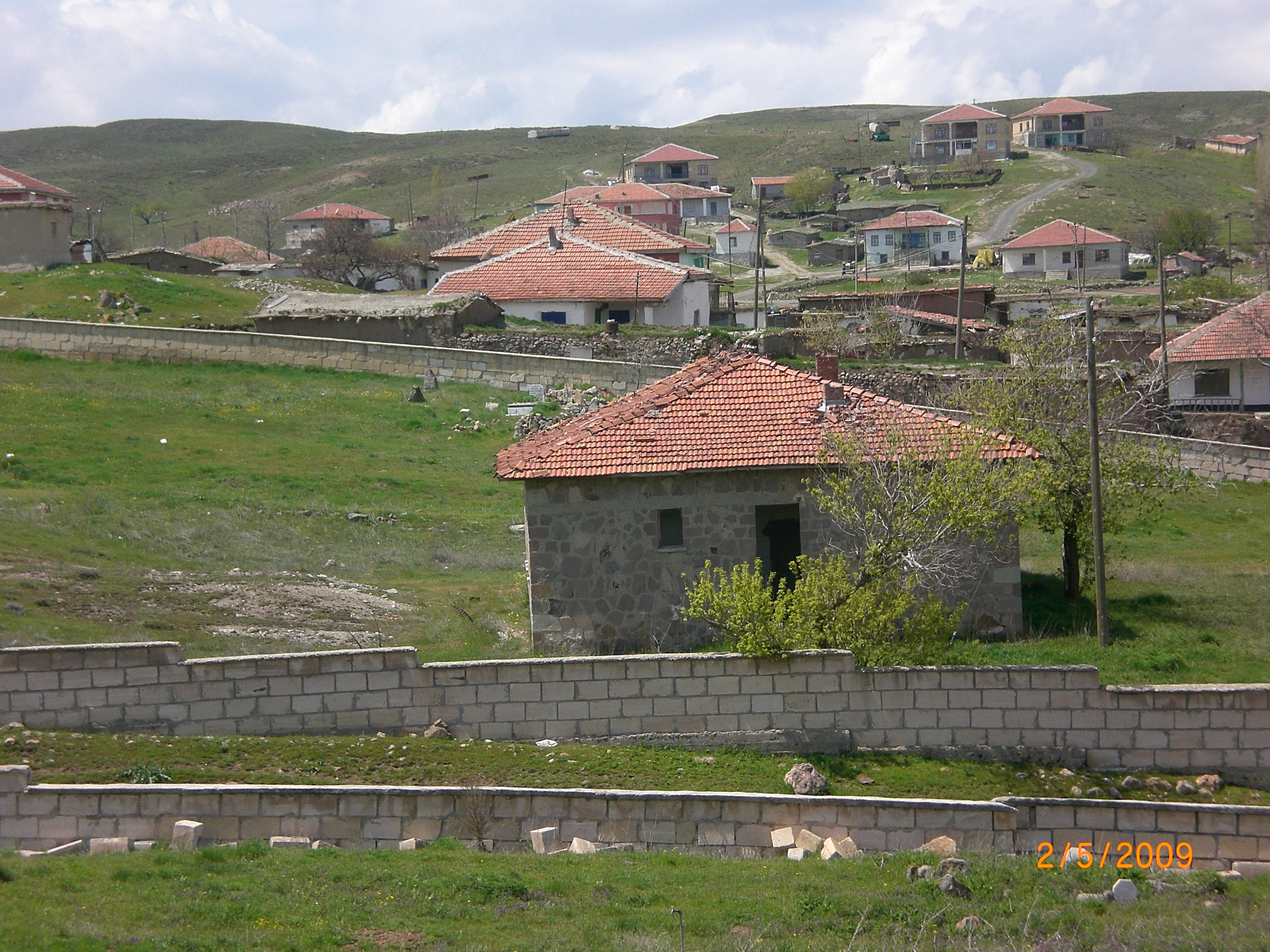
De oude school